# 岛川正明
島川正明（しまかわ まさあき，1921年12月—1997年9月25日），日本海軍軍人，第二次世界大战的王牌飞行员，他在太平洋戰場上曾擊落戰機8架。其最终軍階是飛曹長。
島川正明在太平洋战争初期是臺南海軍航空隊的成员，後來參加菲律宾戰役和荷属东印度群岛战役。1942年4月，島川正明被調到加贺号航空母舰，執飛該艦上的战斗机群，并随该舰参加中途岛战役。
加贺号航空母舰在中途岛战役中被擊沉後，岛川正明被分配到第204航空队，并于1942年8月被派往所罗门群岛參加索羅門群島戰役和瓜達爾卡納爾島戰役。1943年3月，岛川正明因罹患瘧疾，被調回日本。岛川正明病愈后，其在大村海軍航空隊和其他各部队担任教官飞行员，直到1945年9月第二次世界战争结束。1997年9月25日，岛川正明去世。